# 銀河探險隊
銀河探險隊是Marathon公司製作的法國電視動畫系列. 混和日系2D畫風和電腦立體CG特效, 故事背景在銀河高校"Galaxy High" (與1980年代同名動畫無關)的半軍校中三名少年學生小組的學習生活和太空保衛任務.劇情和畫風都類似同公司的作品校園嬌娃和校園神兵.
本動畫有外銷國際市場, 最初在法國France 3頻道2006/8/28開始播放. 之後美國卡通頻道用1700萬美金買下2季52集於2006秋季播放. 之後也在加拿大YTV週末時段播放.

## 人物

### 賈許 Josh
叛逆的16歲少年主角, 喜歡戶外課重於教室理論課. 雖然成績很爛但是任務通常都成功. 因為小時候在游泳時泳褲被搶走所以變得很怕水, 但是後來因為任務中的因緣際會克服了恐懼.他自誇是專業的痞子, 並且常常給校長惹麻煩– 校長也是他父親. 但是他的狂野飛行技術和獨立判斷能力好幾次扭轉任務情勢. 雖然常說要退學, 但從沒實現. 賈許的叛逆性使他常逃避任務參加一些愚蠢競賽活動.但是對Yoko有些許好感, 所以還是在她有麻煩時會回來救援, 並大聲叫 "I'm comin' Yo!" 然而事後往往會索取相對應回報.

### Yoko
15歲的少女卡拉OK狂 (歌聲很難聽)也是本作女主角  把銀河高校當成前進演藝圈的路途. 主要武器是「超音爆」一種音波武器. 可怕的歌聲常常搞砸表演, 但是還是很得意, 因為贏過一些歌唱比賽(外星人把她歌聲當成音樂) 通常Yoko在有演藝比賽時,或是其他能提升演藝之路的活動都會影響到任務表現. 她對於演藝之路的渴望常使小隊被俘虜或置於危險境地. 她對賈許也有些許好感.

### 布萊特 Brett
10歲的天才兒童, 很不甘心自己的才智受困於年齡限制. 可以使用掌上電腦遙控黃蜂戰機, 分析DNA, 還能噴出黏膠槍. 他痛恨別人稱他"小孩".對於任務的態度也比Yoko和賈許嚴肅, 也常取笑他們的任務表現. 也是團隊中最理性的人, 所以和同年紀愛玩的小孩格格不入. 也常被賈許利用做賈許的工作.他的髮型很類似七龍珠中的悟空, 只不過顏色是淡金.

### 巴比 Bobby
是賈許在學校的死對頭. 他的成績優異戰鬥技術也不錯 (也很自大), 常常自誇是王牌飛行員.

### 小淘氣 Fluffy
賈許的超能寵物, 外形像狗和狼的混合. 可以變形成兩足攻擊模式.

### 史教授 Spavid
Merthoz星球唯一的生還者. 是最初到達地球的外星人之一並且警告黑暗力量的存在. 他的知識和經驗對建立銀河高校非常寶貴.

### Orion 和 Andromeda
Orion 和 Andromeda 是和Ryan與Andi一樣的雙胞胎兄妹. 從外太空來到地球,並且以"世界公民"自居.

### 托比 Toby
是學院中最難纏的學生. 她最喜歡惡整Yoko,

### 裘莉公主
是一位公主. 她的貴族教養讓她不太友善，她也看不起其他同學.

### 塞斯 Seth
一個天才音樂家也是Yoko的偶像. 但是他對Yoko似乎沒興趣.

## 機械

### 黃蜂戰機
最常出現的任務執行用飛艇.也是小隊的象徵，如果把黃蜂戰機損壞到無法修復的人會被高校開除. 機上有兩具飛彈發射器, 兩個人力砲塔和一個自動砲塔. 標準編制是三人駕駛但是也可以單人起飛.機體後部有一個6X6貨艙.

### 巨型太空梭
銀河高校最大的飛船有超空間跳躍力. 可以在危機時搭載好幾個戰機小隊出發.其實一艘太空梭就大到可以載運銀河高校所有學生. 如果遭到大規模攻擊, 太空梭還能發出一個大型防護罩. 劇情中有一艘加強型的太空梭名為奧塞號，從事遠程探險，卻失蹤達15年.

### 黏膠槍(砲)
會發射一種類似口香糖的物質. 黏性極大可以纏住敵人或是粘合地表裂縫. 但是接觸到皮膚後過一段時間會自行溶解.

### 防禦者
一種容易改裝的輕型防禦戰機，用於防衛地球和高校.三位主角賈許, Yoko, 布萊特都各有一架不同形式的防禦者戰機.防禦者如果要到遠處攻擊必須由太空梭載運.機上主要武器有雷射和飛彈; 但是每一架的載彈量都不同.

## 外部連結
- （英文）銀河探險隊官方網頁